# Aprepes
Aprepes är ett släkte av skalbaggar. Aprepes ingår i familjen vivlar.
Kladogram enligt Catalogue of Life:
| Aprepes | \| \| Aprepes micans \| \| \| \| \| \| Aprepes motschoulskyi \| \| \| \| |
|         | \| \| Aprepes micans \| \| \| \| \| \| Aprepes motschoulskyi \| \| \| \| |
|         | Aprepes micans                                                           |
|         |                                                                          |
|         | Aprepes motschoulskyi                                                    |
|         |                                                                          |